# Амарант (барвник)
Амарант (також Amaranth, FD&C Red No.2, E123, C.I. Food Red 9, Acid Red 27, Azorubin S або C.I. 16185) — синтетичний барвник, колір якого може бути від темного синьо-червоного до багряного. Барвник використовується у харчових продуктах і косметиці.
Барвник отримав свою назву від рослини амаранту, колір суцвіть якої близький до кольору, що надає барвник.